# Mura di Jesi
Le mura di Jesi sono l'antica cinta di difesa della città di Jesi (AN) nelle Marche. È una delle più complete e meglio conservate del periodo rinascimentale e uno dei maggiori esempi della regione. Racchiude il nucleo medievale della città, di compatta forma trapezoidale, per un perimetro di circa 1,5 km.

## Storia e Architettura

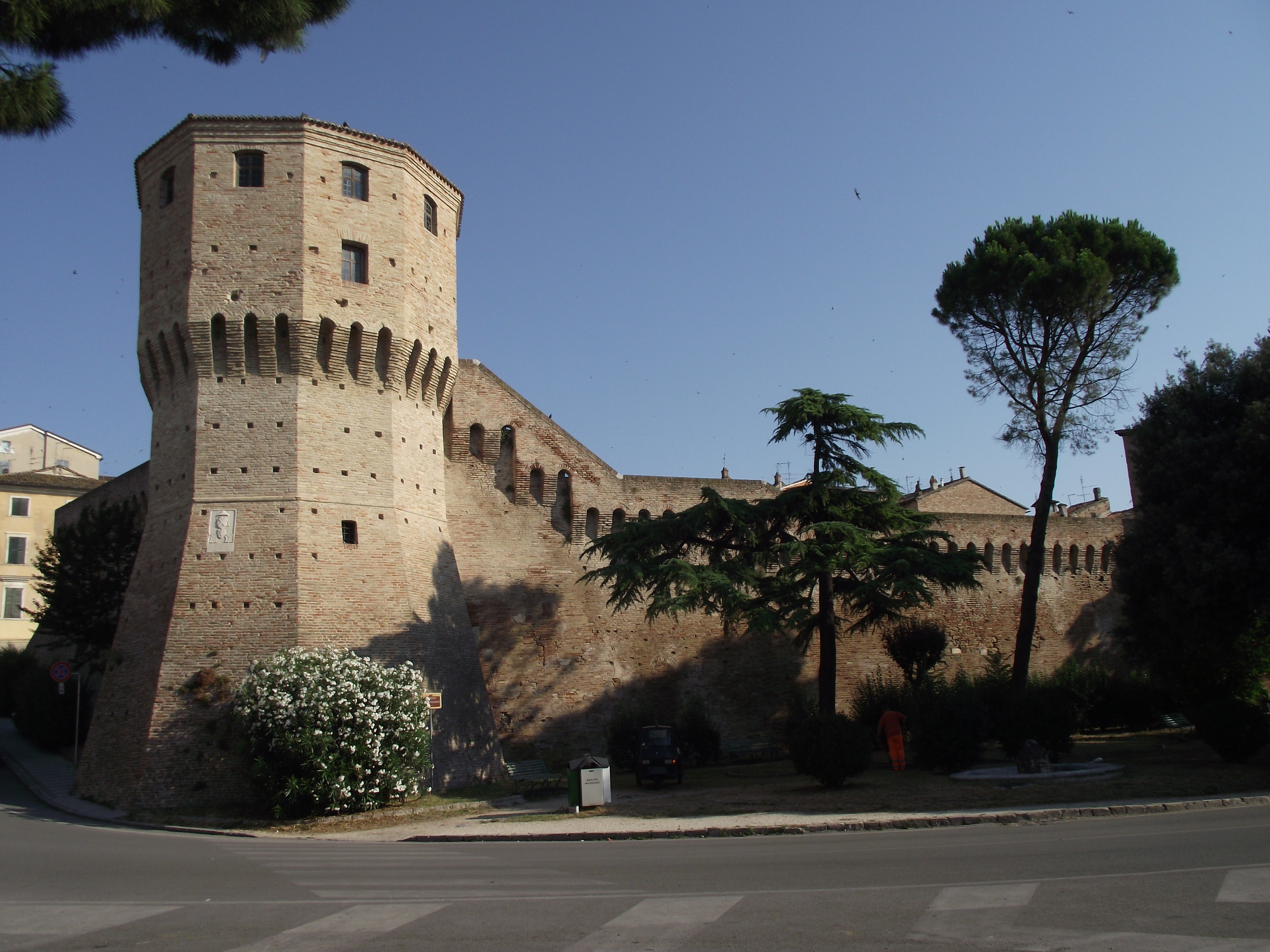
il torrione di Mezzogiorno, Baccio Pontelli, 1454

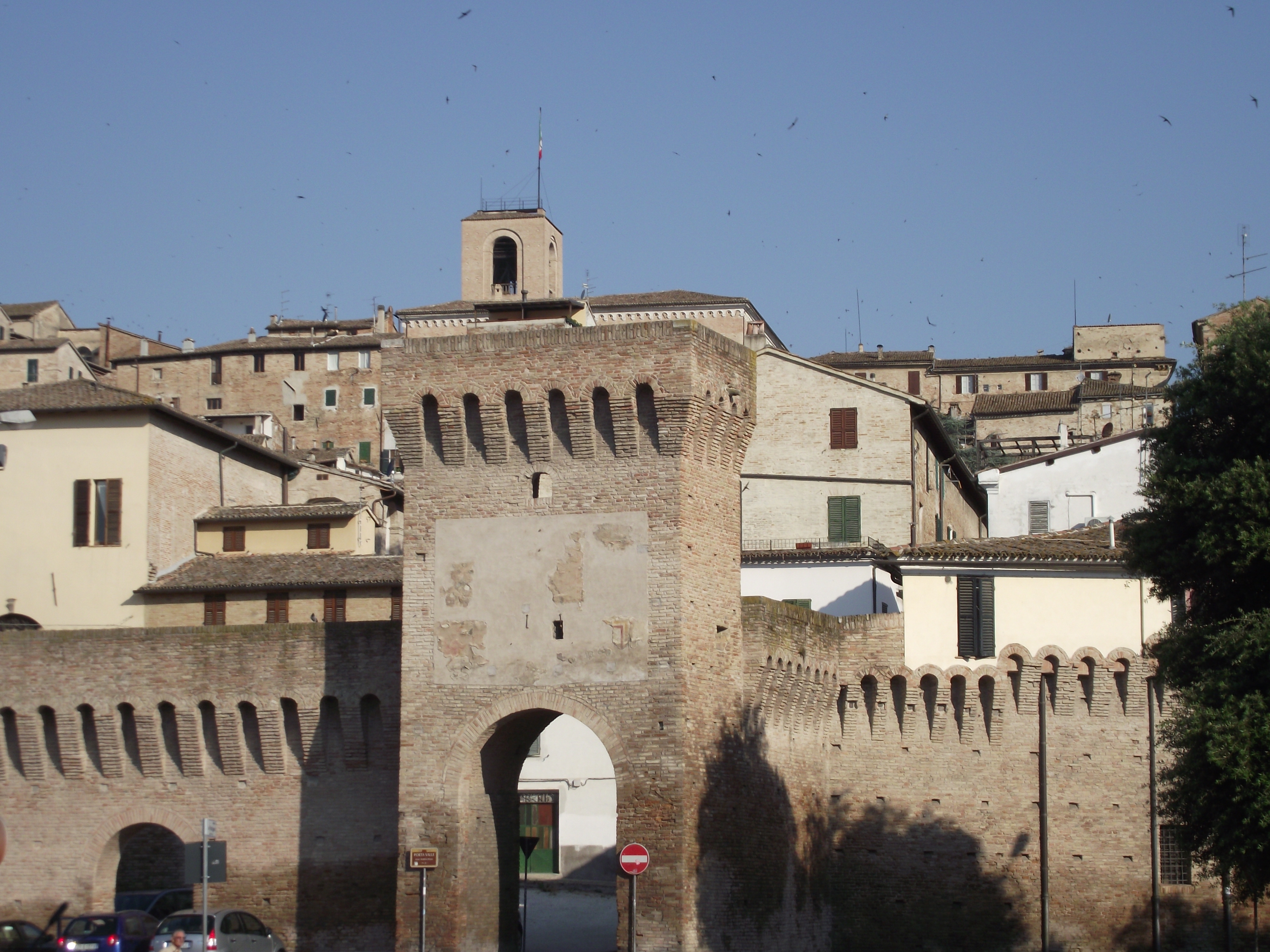
Porta Valle, sulle mura meridionali

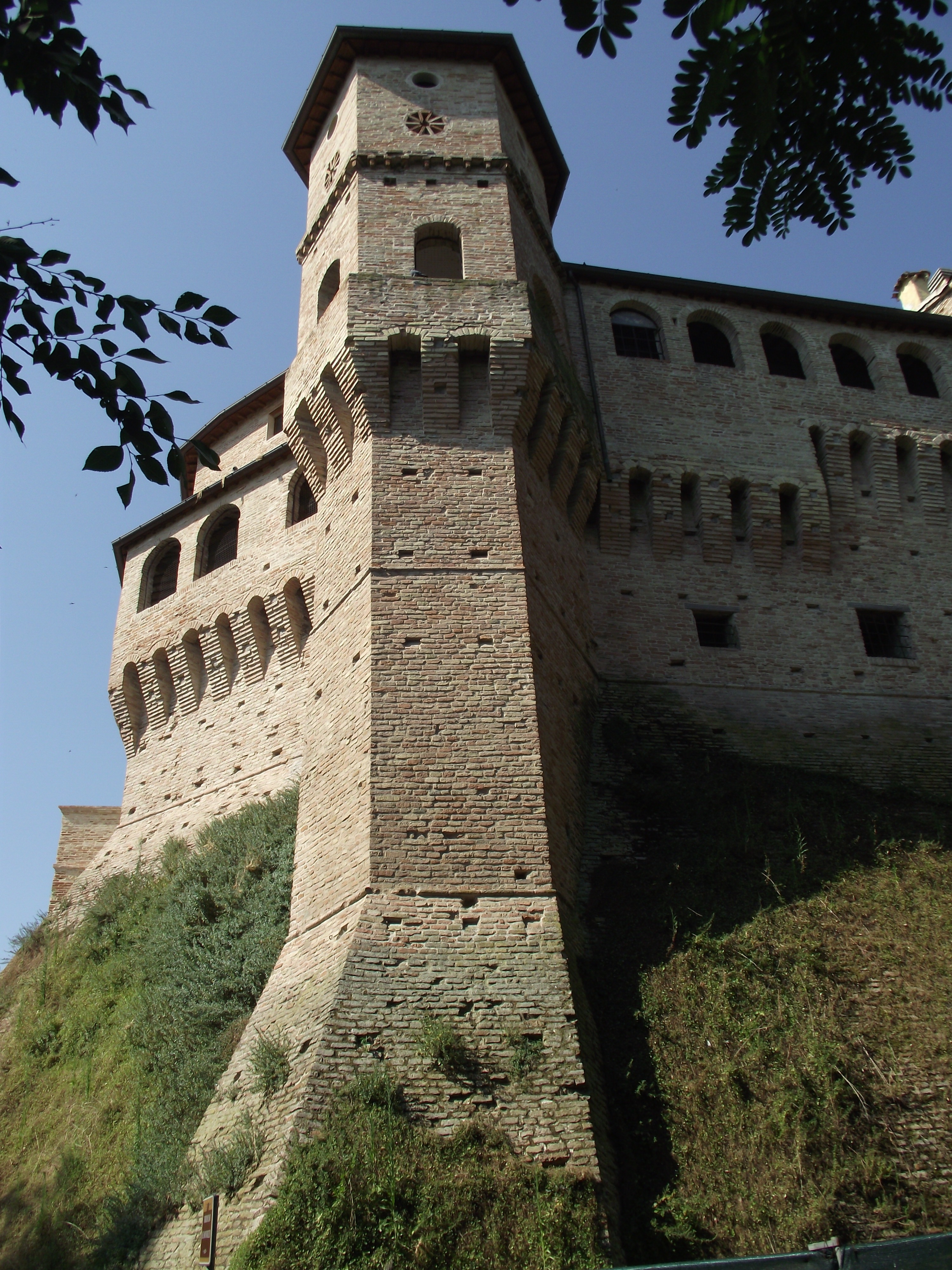
il torrione del Montirozzo, del XIV-XV secolo, simbolo della città

Vennero erette a partire dal XIII-XIV secolo sul tracciato delle più antiche mura romane del castrum, ampliandolo, rappresentando il simbolo della libertà comunale. Le mura facevano parte di un sistema difensivo esemplare e completo che comprendeva elementi costruttivi e di integrazione naturale: la Rocca urbana, posta sull'area più elevata della città, ultimo baluardo di difesa dagli attacchi esterni (si trovava in piazza della Repubblica, a ridosso dell'arco del Magistrato e del Comune, fu demolita nel XIX secolo); la torre della Guardia, eretta intorno al 1350 sulla cima di una collina meridionale dominante la Vallesina dalla quale si aveva una capacità visiva dagli Appennini al mare (venne fatta saltare dai tedeschi durante la seconda guerra mondiale); il Vallato, canale utilizzato anche per l'irrigazione di tutta la "Vallesina" e che costituiva un argine naturale di difesa intorno al tratto meridionale delle mura, superabile solo con ponti levatoi in corrispondenza alle porte di entrata. Infine ripidi pendii naturali sui lati nord e est.
Tutte le mura vennero via via rinnovate, rinforzate e ristrutturate nel corso del Rinascimento, sia per nuove esigenze verificatasi con l'evoluzione dell'artiglieria, sia per rimarcare l'importanza, il pregio e l'avanguardia della Respubblica Æsina. Famosi architetti militari quali Francesco di Giorgio Martini e Baccio Pontelli vennero chiamati a intraprendere i lavori. La cinta si sviluppa per una lunghezza di circa un chilometro e mezzo, e la sua conformazione varia in rapporto alla morfologia del terreno che presenta livelli di quota differenziati, dalla pianura (66 m s.l.m.) alla collina (96 m s.l.m.).
Fu in questo periodo che vennero abbattuti i merli ghibellini che caratterizzavano il profilo murario e identificavano politicamente la città. Infatti nel XV secolo i merli avevano perduto la loro funzione con l'avvento delle armi da fuoco.
Le mura si presentano come alti muraglioni cortinati con beccatelli, rinforzati da torrioni e aperte da sette porte, oggi ne restano aperte solo quattro, le principali, poste all'entrata dei quattro punti cardinali secondo il vecchio tracciato delle due vie primarie: il Cardo e il Decumano. Sul lato nord è porta Bersaglieri, l'ultima ad essere aperta; ad ovest porta Garibaldi, a est l'arco del Magistrato, facente parte della vecchia rocca, e a sud porta Valle, sulle mura più base.
Le mura della parte meridionale, racchiuse tra il torrione Rotondo e il torrione di Mezzogiorno (costruito nel 1454), erano fiancheggiate da un fossato, oggi interrato, e si presentano "basse", caratterizzate da semplici cortine verticali con beccatelli e caditoie. Si fanno più alte e imponenti sul versante orientale, poste sui pendii, che hanno cortine rafforzate con scarpata per una maggior difesa contro le artiglierie. 

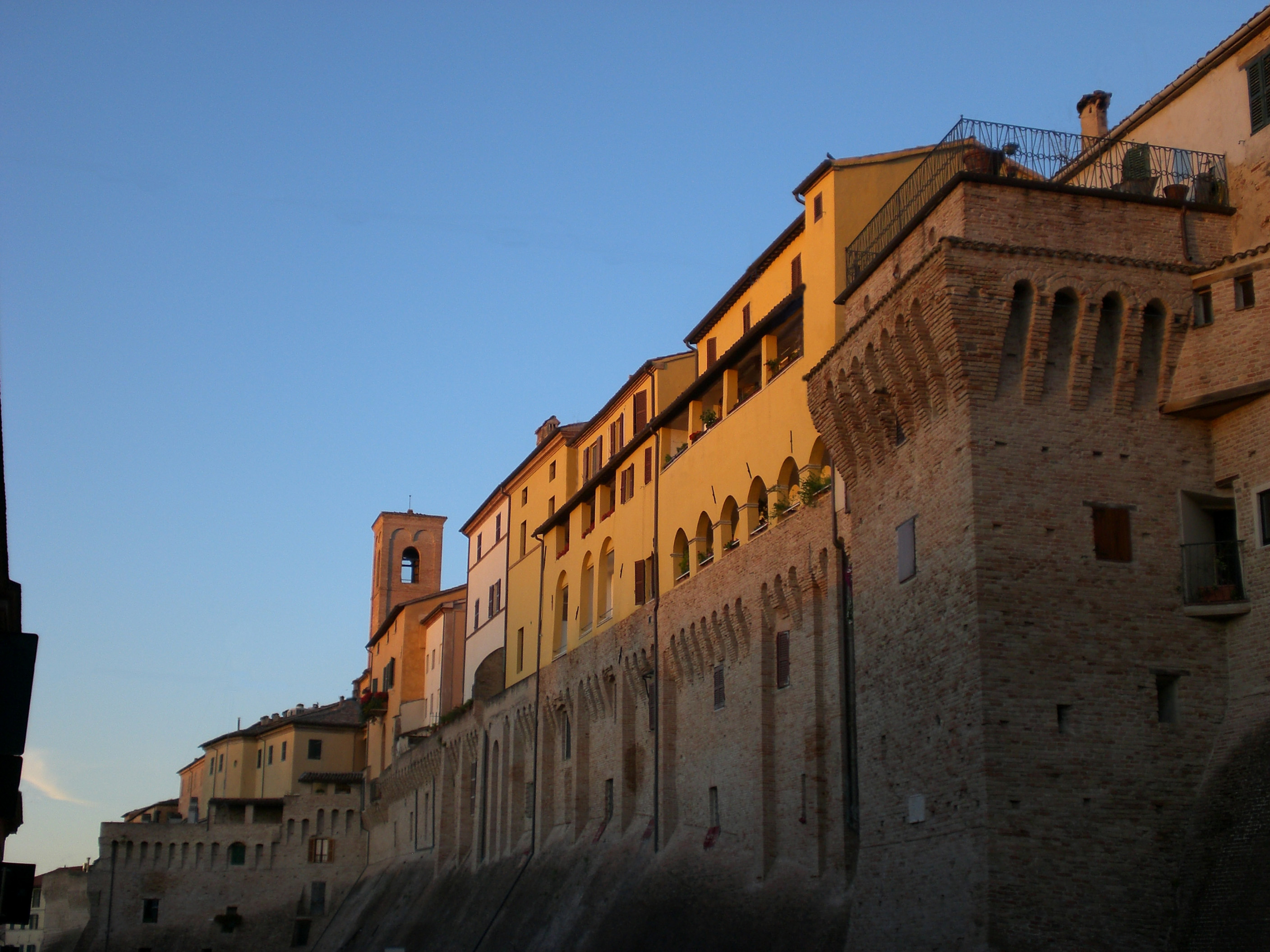
mura occidentali.

Tutta la cinta è intervallata da torri di difesa e torrioni angolari. Il maggiore è il poligonale torrione di Mezzogiorno, cosiddetto dalla sua posizione, costruito da Baccio Pontelli nel 1454; il torrione Rotondo, posto nell'angolo est delle mura di "Valle"; il torrione del Montirozzo, divenuto il simbolo di Jesi, unico resto delle mura trecentesche ancora visibile, dove nel XVII secolo venne sopraelevato il caratteristico torricino di due piani e le logge. Altri vari torrioni poligonali si intersecano lungo il perimetro, due sono andati perduti, il torrione dell'antico fortino di San Floriano, posto a difesa di porta Garibaldi, demolito negli '20 per l'ampliamento della sede stradale; e il torrione della Rocca o Cassero, prospiciente piazza della Repubblica, di fianco all'arco del Magistrato, e abbattuto nel 1890, costituiva l'ultimo resto della Rocca Pontelliana che sorgeva sulla parte più alta, quella nord-occidentale dove si apriva il prolungamento della città "nuova", la cosiddetta "Addizione di Terravecchia". Eretta su progetto di Baccio Pontelli, appunto, a partire dal 1487 venne già demolita nel 1527. Precedentemente vi era già un'altra rocca, costruita nel 1282 e distrutta, forse solo parzialmente nel 1423 per poi essere ricostruita a partire dal 1433 da Francesco Sforza. Delle due rocche (quella duecentesco-sforzesca e quella pontelliana) restano testimonianze sotto l'adiacente palazzo comunale. Ancora presente, invece, la pusterla attraverso l'odierno "palazzo Battaglia".
A partire dal XVII secolo le mura hanno, gradualmente, perso la loro funzione di difesa e sono iniziate le manomissioni e sopraelevati di abitazioni civili. Del cammino di ronda, che originariamente seguiva l'intero tracciato, sono rimasti solo brevi tratti, alcuni dei quali coperti e muniti di finestre ad arco.

## Galleria d'immagini

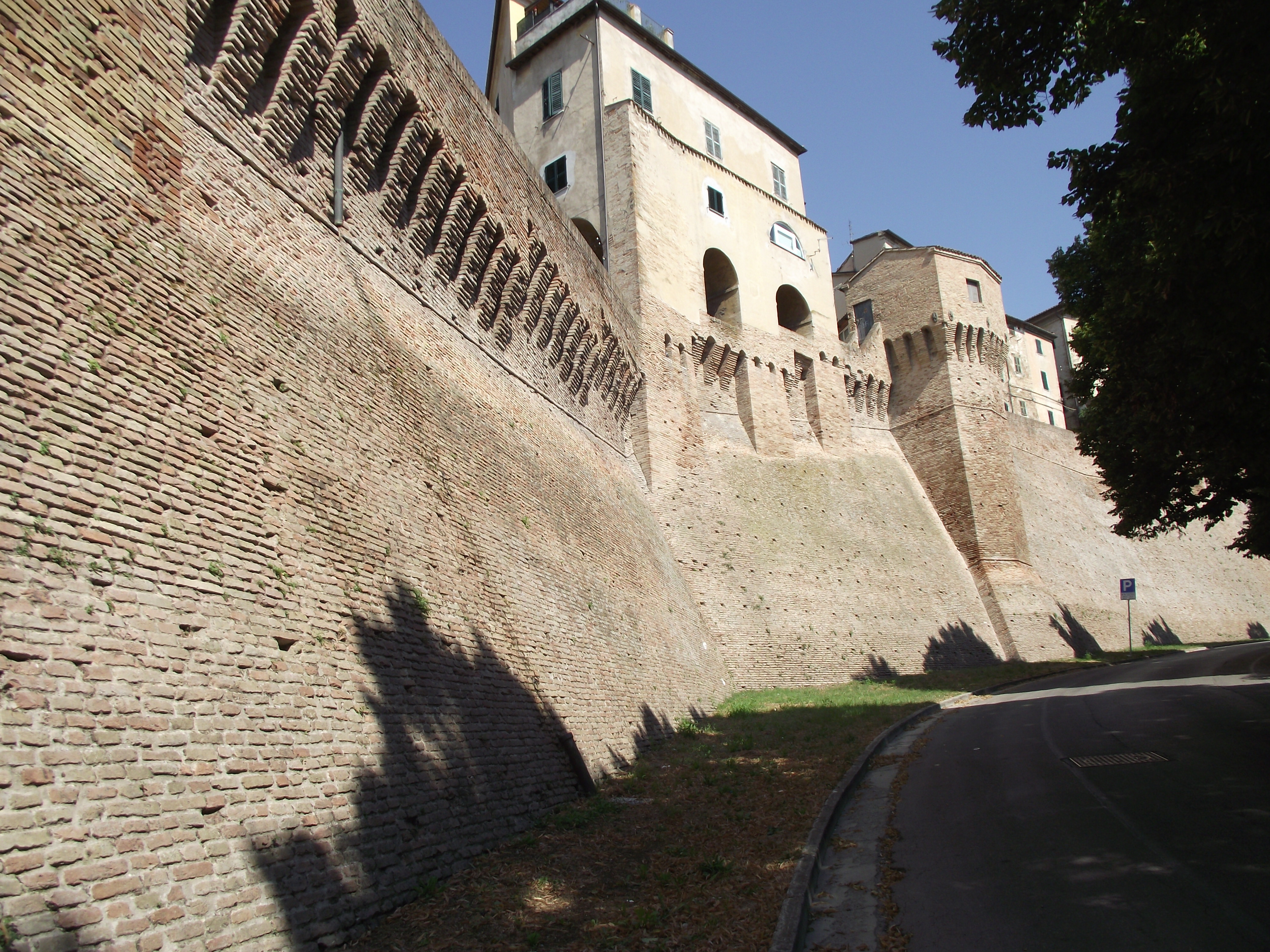
le mura Nord-orientali, le più alte
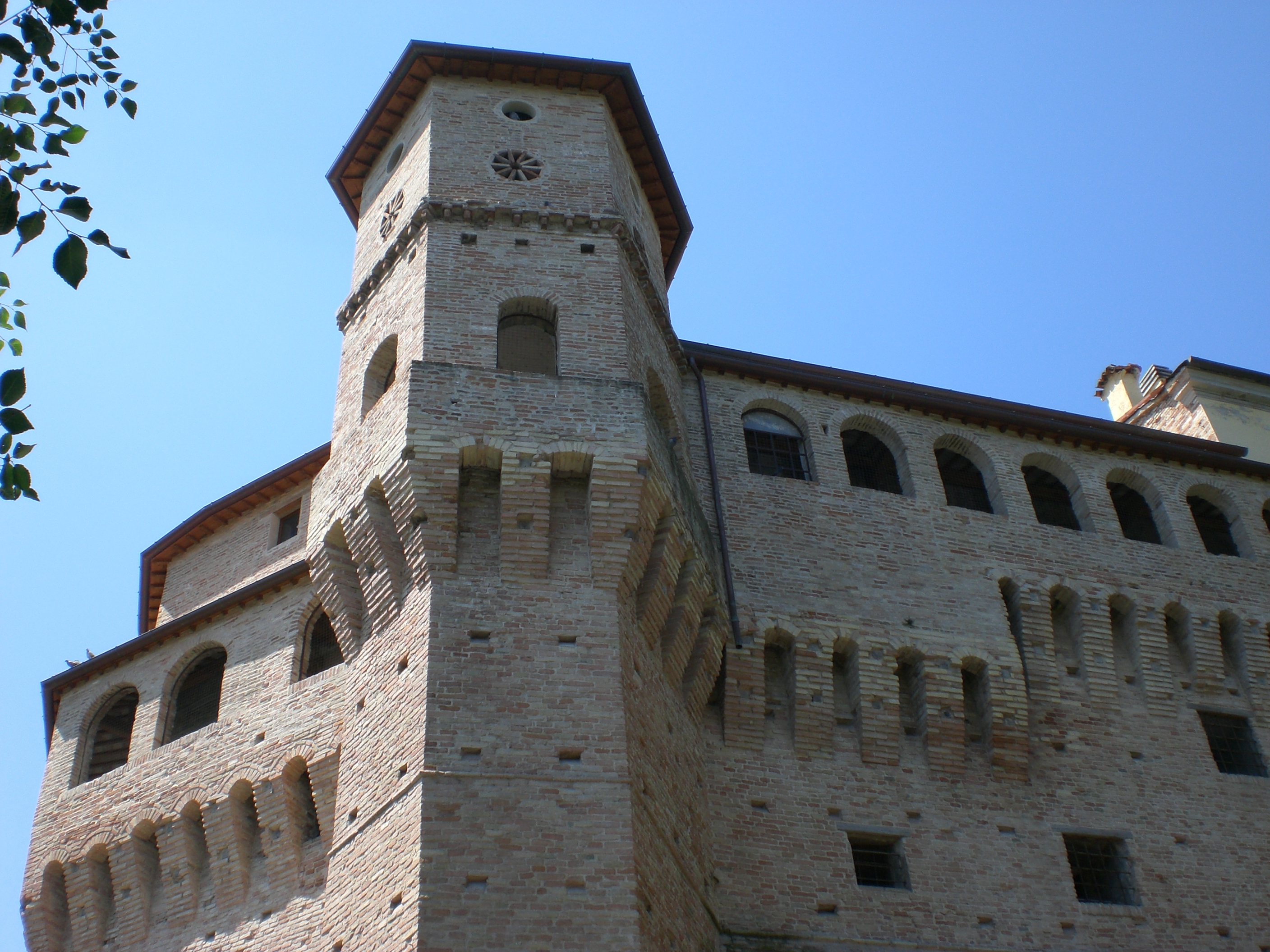
il Montirozzo
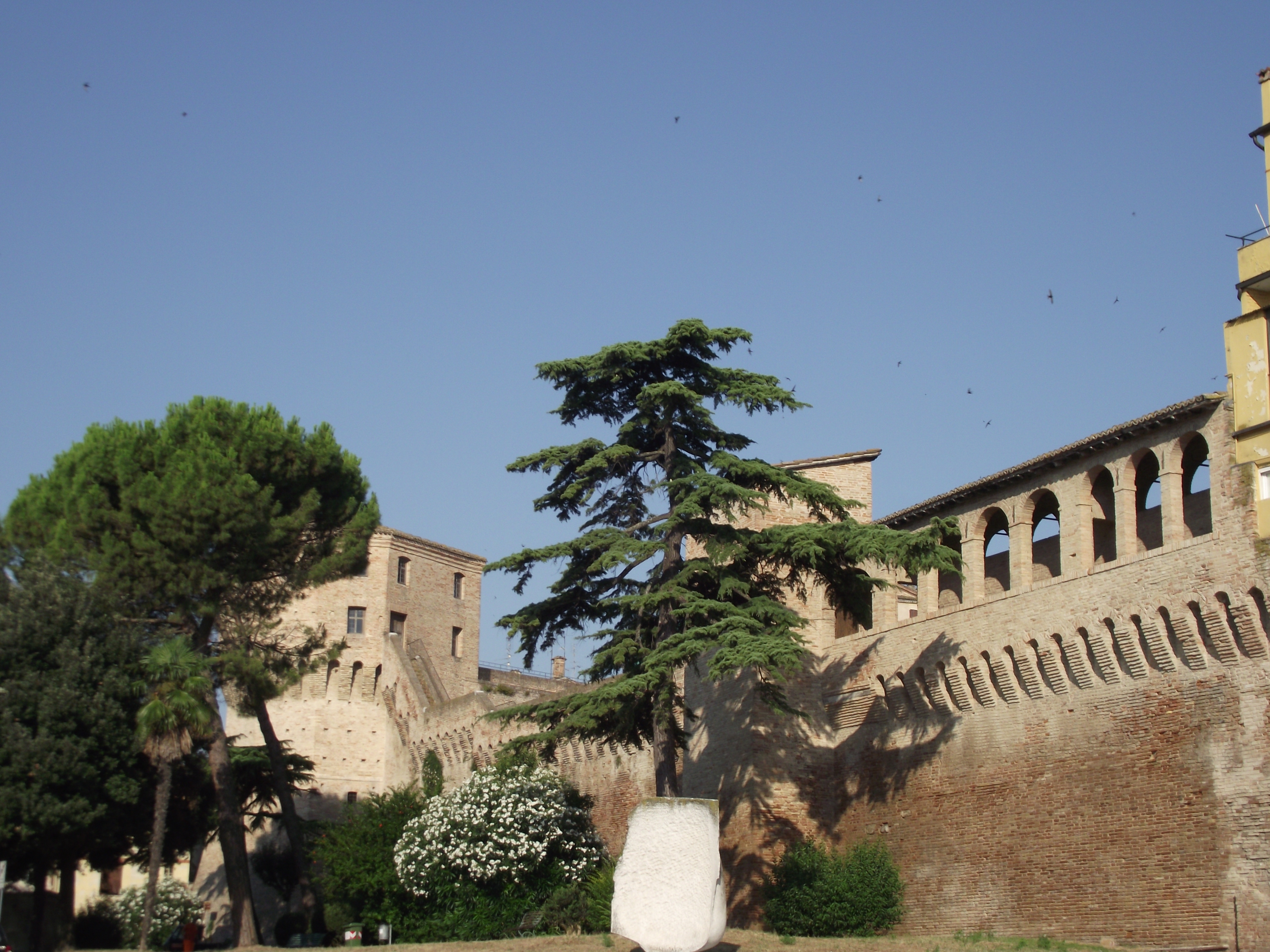
le mura meridionali
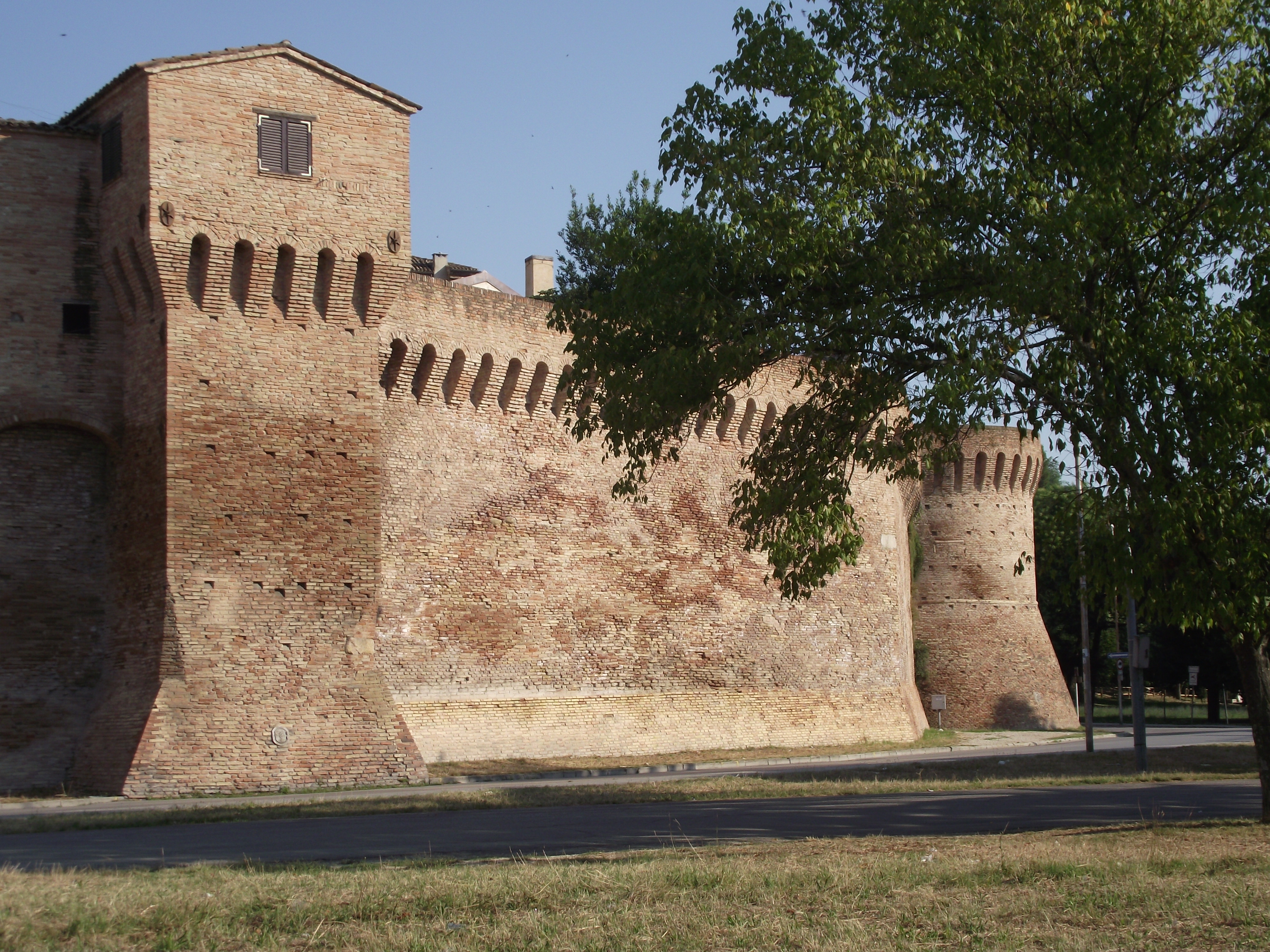
le mura meridionali, le più basse
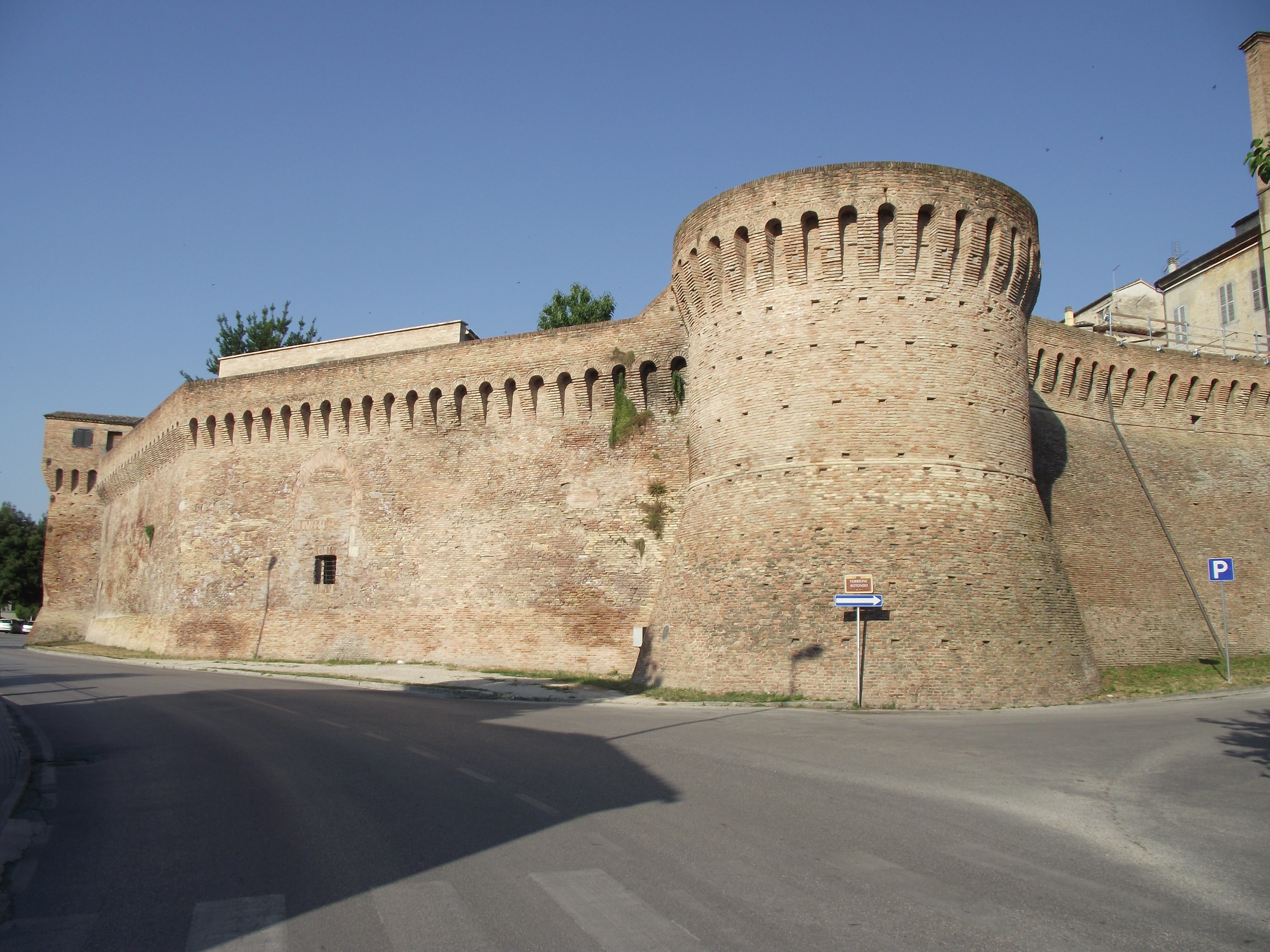
il torrione rotondo sulle mura meridionali
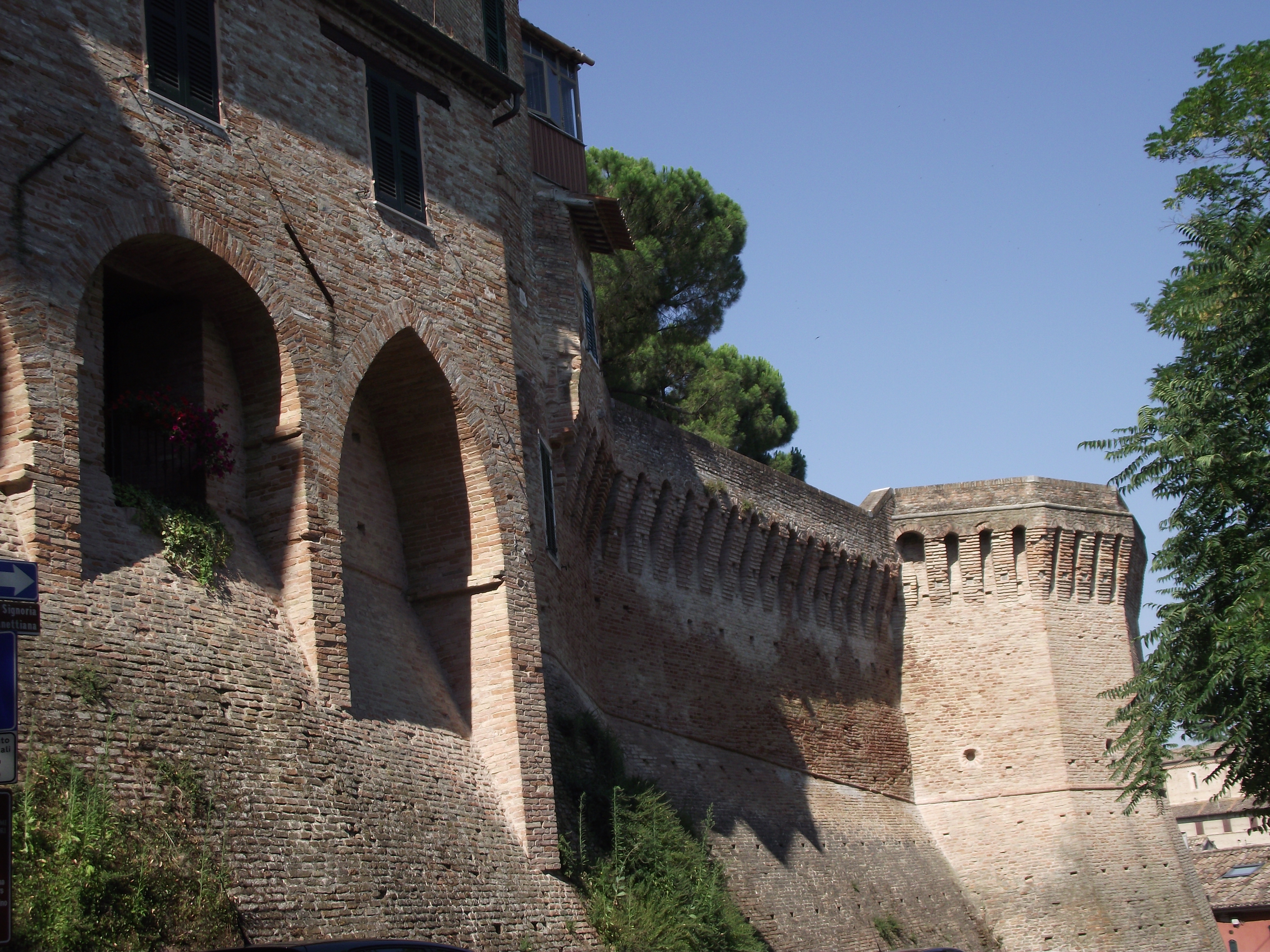
le mura settentrionali